# Albero Alto
Albero Alto – gmina w Hiszpanii, w prowincji Huesca, w Aragonii, o powierzchni 19,28 km². W 2011 roku gmina liczyła 134 mieszkańców.